# Patristica et Mediævalia
Patristica et Mediævalia (PetM) es una revista académica publicada por la Sección de Estudios de Filosofía Medieval, perteneciente al Instituto de Filosofía “Dr. Alejandro Korn” de la Facultad de Filosofía y Letras de la Universidad de Buenos Aires. Se destaca por haber sido la primera revista académica latinoamericana especializada en temas de Filosofía Patrística y Medieval.

## Historia
Patristica et Mediævalia fue fundada en 1975 y dirigida desde entonces por María Mercedes Bergadá, por cuyo trabajo entró de inmediato en contacto con prestigiosas instituciones académicas y sociedades orientadas específicamente a los estudios medievales, entre las que se cuentan la Sociedad Tomista Argentina, a nivel nacional, o el Thomas-Institut, el Institutum Patristicum Augustinianum y la Cusanus-Gesellschaft, a nivel internacional. En 1987 la dirección pasó a estar a cargo de Francisco Bertelloni. Fue debido a su esfuerzo sostenido que por más de treinta años la revista se publicó sin interrupciones, y contó con las contribuciones de los más reconocidos especialistas. Silvia Magnavacca se sumó al equipo editorial en calidad de secretaria de redacción también en 1987. Al año siguiente, la revista incorporó un consejo asesor que se iría ampliando y reconfigurando con el correr del tiempo. En 1991 tuvo lugar el último cambio significativo, cuando se integró Claudia D’Amico como prosecretaria quien, finalmente, asumió la dirección en 2019.
A partir de entonces la revista ingresó en un proceso de renovación con el fin de ajustarse a los estándares de indexación internacional.  Entre los principales cambios se cuenta con la ampliación y reconfiguración del equipo editorial y la publicación de una versión digital con su correspondiente e-ISSN. Esta se encuentra alojada en el Portal de Revistas Científicas de Filo:UBA. También forma parte del Núcleo Básico de Revistas Científicas (CAICyT – CONICET). El nuevo sitio web ha publicado también los volúmenes anteriores. Así pues, la revista pasó a ser una revista de acceso abierto, aun cuando sigue publicándose en formato impreso.

## Política editorial

### Enfoque y alcance
Patristica et Mediævalia tiene como finalidad publicar trabajos científicos e inéditos producidos por miembros de la comunidad académica tanto local, como regional e internacional.
La revista conserva su nombre fundacional. Con todo, el ámbito temático de las contribuciones que espera recibir en esta etapa no se reduce de ningún modo a trabajos exclusivamente al pensamiento cristiano, sino más bien a todos/as aquellos/as relacionados/as con la cultura del Libro –judaísmo, cristianismo e Islam– que florecieron en un amplio arco temporal que se extiende desde la Antigüedad Tardía hasta el Renacimiento del cinquecento.

### Política de Acceso Abierto y reutilización
Patristica et Mediævalia es una revista de acceso abierto e inmediato a su contenido. La totalidad de su contenido está disponible de forma gratuita. Los/as autores/as y lectores/as pueden disponer de este para cualquier propósito legal, sin necesidad del permiso previo del Comité de redacción, excepto para su republicación. En dicho caso, deberán contar con el permiso explícito del Comité de redacción.

## Indexación
Patristica et Mediævalia está indexada a las siguientes bases de datos bibliográficas:
- Bibliografía Nacional de Publicaciones Periódicas Argentinas Registradas (BINPAR)[13]

- EBSCOhost

- Index Copernicus International (ICI)[14]

- International Philosophical Bibliography (IPB)

- Matriz de Información para el Análisis de Revistas (MIAR)[15]

- Pascal and Francis Bibliographic Databases

- Public Knowledge Project (PKP)